# Viviany Beleboni
Viviany Beleboni (Torres, 1989?) é uma atriz e modelo transexual brasileira. Tornou-se internacionalmente conhecida após encenar a crucificação de Jesus Cristo na 19.ª Parada do Orgulho LGBT de São Paulo, em 2015. Ela utilizou uma coroa de flores, suspensa pelos punhos em uma cruz, sob uma placa com a inscrição "basta de homofobia".
Em 2016, também na Parada do Orgulho LGBT de São Paulo, ela fantasiou-se de Justiça e trouxe uma Bíblia e uma faixa com os dizeres: bancada evangélica: retrocesso. Em 2017, participou da Parada LGBT vestida com trajes militares, expressando críticas à perseguição de minorias LGBT na Chechênia, ao fundamentalismo religioso e à exclusão de pessoas LGBT do serviço militar.

## Biografia
Viviany Beleboni nasceu na cidade de Torres, no litoral do estado do Rio Grande do Sul. Desde a infância, Viviany sofreu agressões verbais, físicas e psicológicas na escola (pelos colegas) e em casa (por parte de sua irmã) por não se enquadrar nos estereótipos de gênero. Vivi era um rapaz bonito que imitava o Junior, irmão da Sandy, em shows locais e também atuava como modelo juvenil.
Aos 17 anos, ao assumir sua identidade, inicialmente como homossexual, foi expulsa de casa pela irmã. Ela recorreu à prostituição para sobreviver, destacando a falta de apoio da sociedade e de oportunidades de emprego para as pessoas trans. Viviany menciona a importância de programas como o Transcidadania, em São Paulo, que oferece suporte a transexuais e travestis.
Em Porto Alegre, Viviany Beleboni começou a se apresentar como drag queen e, influenciada por amigas trans, iniciou modificações corporais. Viviany menciona que, diferentemente de muitas pessoas trans que primeiro têm clareza sobre sua identidade de gênero para depois alterar o corpo, ela passou por mudanças físicas antes de compreender plenamente sua identidade, referindo-se a si mesma como "travesti por acidente".

## Crucificação de Jesus
Em 7 de junho de 2015, após encenar a crucificação de Jesus Cristo, Viviany Beleboni enfrentou críticas religiosas, ameaças de morte e ataques transfóbicos. Sofreu um ataque a faca como resultado dessa manifestação e afirmou à imprensa:
| “                  | Ele disse que não sou de Deus, que sou um demônio, e que eu teria que pagar pelo que fiz. | ” |
| — Viviany Beleboni |                                                                                           |   |

No mesmo ano, ela entrou com um processo por danos morais contra Marco Feliciano que repercutiu notas de repúdio contra sua manifestação na Parada do Orgulho LGBT.
Em 2016, quando fantasiou-se de Justiça com uma Bíblia, foi denunciada por uma organização evangélica e recebeu intimação para depor devido à acusação de profanar símbolos religiosos. Nesse mesmo ano, Viviany Beleboni disse ter sido espancada por cinco homens no Centro de São Paulo e não ter registrado boletim de ocorrência por medo de ser humilhada pela polícia e não ter ido a um hospital para não ser mal-tratada.
| “                  | Chegar lá para ser mal tratada? Para não ter meu nome reconhecido? Travesti não tem direito nenhum. Eu quero esquecer isso tudo. | ” |
| — Viviany Beleboni | |   |

Apesar do descontentamento de parte dos religiosos, o padre Júlio Lancelotti e o pastor José Barbosa Júnior lavaram os pés de Viviany na Caminhada em Memória a Laura Vermont, travesti assassinada em 2015.
Em agosto de 2020, Sikêra Júnior foi inicialmente condenado a pagar 30 mil reais à modelo por tê-la chamado de "raça desgraçada", ao apresentar em seu programa uma representação gráfica dela em 2015 como Jesus crucificado. Em novembro, a 16ª Vara Cível de São Paulo rejeitou uma das três ações da modelo contra Sikêra e, ao contrário, Viviany foi condenada a pagar 10% de multa, posteriormente aumentada para 15% pela 5ª Câmara do Direito Privado de São Paulo, que manteve a decisão após o recurso da modelo.